# Gela
Gela är en stad som hade 74 858 invånare (2017) i kommunala konsortiet Caltanissetta, innan 2015 i provinsen Caltanissetta,, omkring 84 kilometer från provinshuvudstaden med samma namn, på Sicilien i Italien.
Europas längsta väg E45, börjar i Gela och fortsätter ända upp till Alta i norra Norge. Den är cirka 5 190 km lång.

## Historia
Gela grundades av kolonisatörer från Kreta och Rhodos år 688 f.Kr. År 406 f.Kr. invaderades staden av kartagerna och lades i ruiner efter hårda strider. Staden försvann ur krönikorna 282 f.Kr. i händerna på Mamertinerna (en armé av legosoldater som tog sitt namn från guden Mars och i det ögonblicket i tjänst Syracuse) men nämns som en bosättning under den romerska tiden. År 1223 grundade Fredrik II en ny stad, Terranova, strax väster om ursprungliga Gela. Staden hade namnet Terranova fram till 1927, då den återfick sitt ursprungliga namn.